# Dobermann (pel·lícula de 1997)
Dobermann és una pel·lícula francesa estrenada el 1997, dirigida per Jan Kounen i protagonitzada per Vincent Cassel i Monica Bellucci als inicis de la seva carrera.
Doberman es presentà al 50è Festival Internacional de Cinema de Canes i l'adquirí Miramax Films per un milió de dòlars que la distribuí Estats Units d'Amèrica. La pel·lícula aconseguí vendre 800.000 entrades.
Durant l'assalt a la discoteca, els policies darrere dels escuts són membres reals del RAID de la policia francesa. La cançó que sona a la discoteca és «Voodoo People» de The Prodigy.

## Argument
Dobermann i la seva colla són professionals a l'hora d'atracar bancs i furgonetes blindades. Tan interessats en la pujada d'adrenalina com en els diners, la banda criminal està formada per Yann «Dobermann», Nat (la seva musa sorda), Moustique (el petit), Pitt Bull (especialista en l'atracament de botigues de luxe amb destral), Manu, l'Abbé, Sonia (la travesti) i Léo.
El superintendent Sauveur Christini, un psicòpata sàdic, ho veu com una oportunitat per a desconnectar una mica. Juntament amb la Inspection générale de la Police nationale i acompanyat de l'inspector Baumann, marxa a la recerca de Dobermann. Tan bestial com la banda que persegueix, Christini farà tot el possible per enviar Dobermann a un forat molt profund, a sis metres sota terra.